# Cwmwd

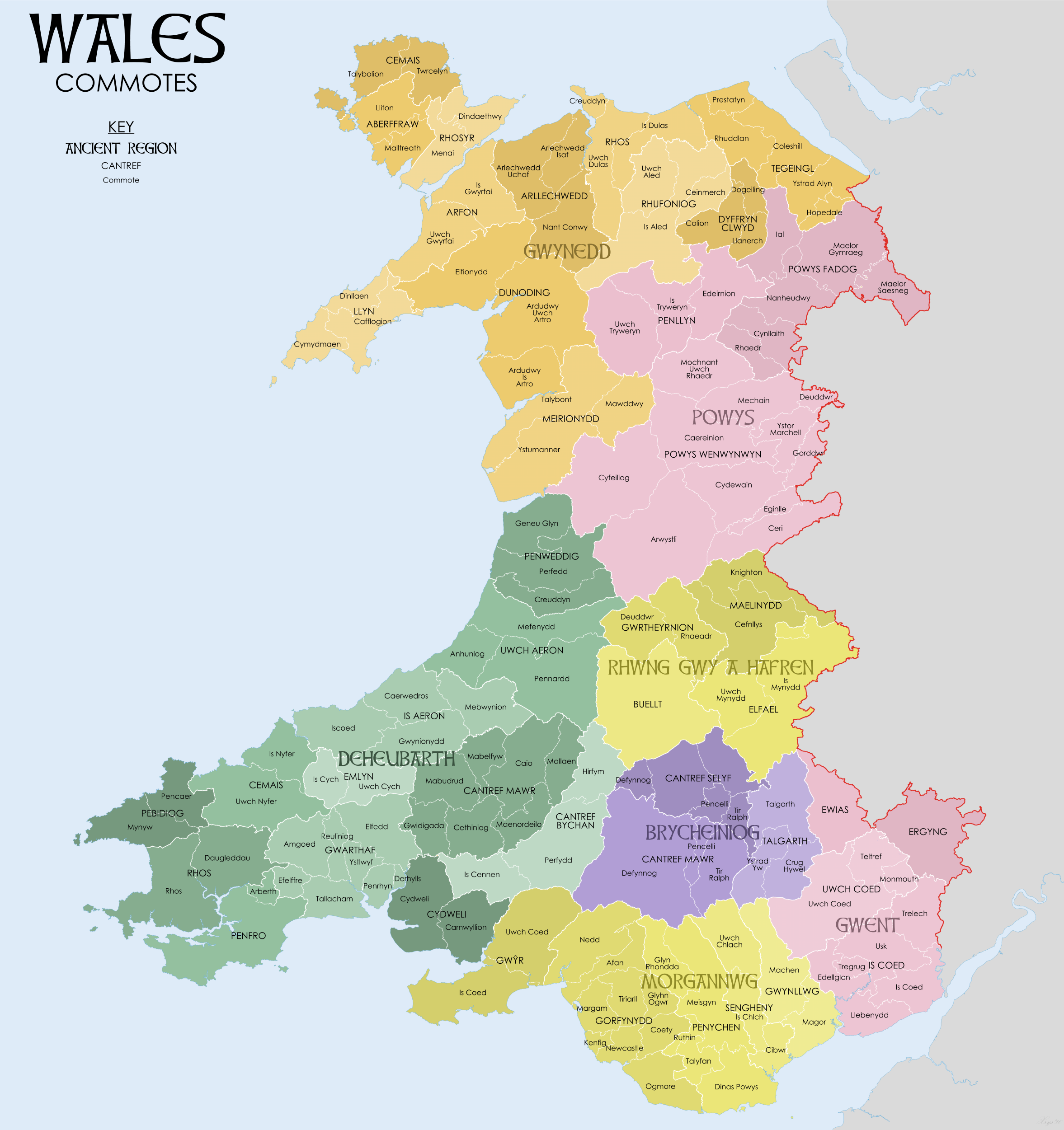
Carte des cymydau du pays de Galles.

Un cwmwd (pluriel : cymydau), ou commote en anglais, est une subdivision territoriale employée au pays de Galles au Moyen Âge. Il s'agit d'une unité de taille intermédiaire, plus grande que le tref (village) mais plus petite que le cantref.

## Étymologie
Le terme gallois cwmwd signifie littéralement « être ensemble » ou « vivre ensemble ». C'est un cognat du breton compot.